# إميل نيومان
إميل نيومان (بالإنجليزية: Emil Newman)‏ هو موزع وملحن أمريكي، ولد في 20 يناير 1911 في كونيتيكت في الولايات المتحدة، وتوفي في 30 أغسطس 1984 في وودلاند هيلز، كاليفورنيا في الولايات المتحدة.

## وصلات خارجية
- إميل نيومان على موقع IMDb (الإنجليزية)
- إميل نيومان على موقع ألو سيني (الفرنسية)
- إميل نيومان على موقع ميوزك برينز (الإنجليزية)
- إميل نيومان على موقع أول موفي (الإنجليزية)
- إميل نيومان على موقع قاعدة بيانات الأفلام السويدية (السويدية)
- إميل نيومان على موقع ديسكوغز (الإنجليزية)
- إميل نيومان على موقع قاعدة بيانات الفيلم (الإنجليزية)
- إميل نيومان على موقع كينوبويسك (الروسية)